# Arlanzón (Burgos)
Arlanzón es un municipio y localidad española de la provincia de Burgos, en la comunidad autónoma de Castilla y León, comarca de Alfoz de Burgos, partido judicial de Burgos.
En 2015, en la aprobación por la Unesco de la ampliación del Camino de Santiago en España a «Caminos de Santiago de Compostela: Camino francés y Caminos del Norte de España», España envió como documentación un «Inventario Retrospectivo - Elementos Asociados» (Retrospective Inventory - Associated Components) en el que en el n.º 1265 figura la localidad de Arlanzón, con un ámbito de elementos asociados.

## Geografía
En 2007 contaba el municipio con 431 habitantes, correspondiendo 229 a la localidad, el 51,26 %. Está situada 20 km al este de la capital de la provincia, en la orilla de su río homónimo, aguas abajo de Villasur de Herreros. Altitud de 1001 m s. n. m.

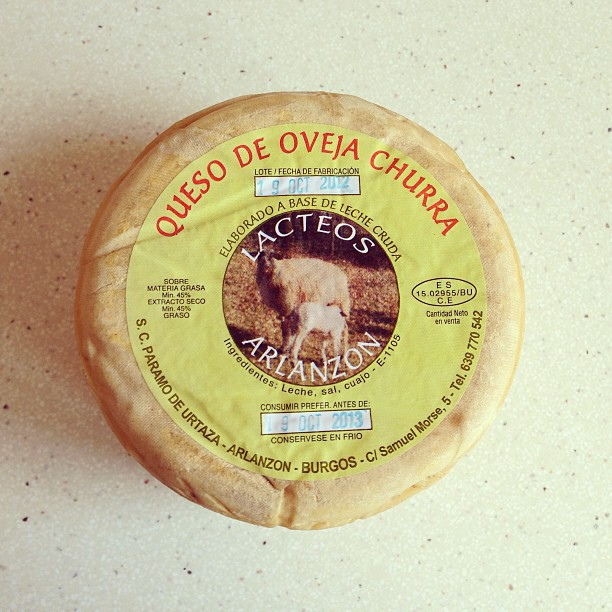
Queso de Arlanzón, de oveja churra.

El municipio comprende cuatro Entidades Locales Menores: Agés, Galarde, Santovenia de Oca y Zalduendo, un barrio, Villalbura y el lugar de Villamórico.

## Historia
Durante la Edad Media el municipio fue poblado por vascones y en el siglo XII, en los mercados de Arlanzón pidieron al rey castellano hablar en euskera. Su nombre, en el Poema de Mio Cid, es «Arlançón».
Villa del partido Juarros, en la categoría de pueblos solos, uno de los catorce que formaban la Intendencia de Burgos durante el periodo comprendido entre 1785 y 1833, tal como se recoge en el Censo de Floridablanca de 1787. Tenía jurisdicción de abadengo siendo su titular el Monasterio de las Huelgas cuya abadesa nombraba alcalde ordinario. También se encontraba en su término municipal la abadía de Foncea o Froncea, hasta su abandono y ruina con las desamortizaciones.
Durante la Guerra de Independencia, algunos de sus vecinos tuvieron un papel activo. El 4 de abril de 1813, Benito Aedo, natural de Galarde y soldado del 4.º Batallón de Iberia, muere en la cercana villa riojana de Valgañón, lugar de la retaguardia donde este batallón hostigaba a las fuerzas napoleónicas en su retirada de Burgos a Vitoria. Gracias a los libros de parroquiales de dicho pueblo sabemos que está enterrado en la iglesia parroquial de Tresfuentes, en la sepultura n.º 69.

## Comunicaciones
- Carretera: por la capital del municipio la autonómica BU-820 de Ibeas de Juarros a Riocavado de la Sierra. Al norte la N-120 que atraviesa la localidad de Zalduendo.
- Ferrocarril: en su término municipal arranca la Vía Verde de la Sierra de la Demanda, itinerario senderista y ciclista que ocupa el trazado del ferrocarril minero de Villafría a Monterrubio de la Demanda.

## Demografía
Arlanzón cuenta con una población de 427 habitantes (INE 2024).
| Gráfica de evolución demográfica de Arlanzón entre 1842 y 2021 |
| |
| Población de derecho según los censos de población del INE Población de hecho según los censos de población del INEEntre el censo de 1981 y el anterior, crece el término del municipio porque incorpora a Agés, Galarde, Santovenia de Oca y Zalduendo. |

## Cultura

### Fiestas y costumbres
La fiesta patronal se celebra en honor de san Miguel Arcángel el 29 de septiembre como acción de gracias por las cosechas. Fiesta tradicional con misa mayor y procesión por las calles del pueblo.
Desde la década de los noventa, la primera semana de agosto se incorpora una fiesta de corte lúdico, pensada para los veraneantes.
El 2 de junio tiene lugar la romería en honor a San Juan de Ortega en la villa cercana que lleva el nombre del santo, al ser, en ciertas ocasiones, un día laboral la festividad además se celebra el sábado más cercano y cuenta con la participación de todos los pueblos de la zona.